# أنجيلا براون
أنجيلا براون (بالإنجليزية: Angela Brown)‏ هي مغنية أوبرا ومغنية أمريكية، ولدت في 1962.